# Дача Я. М. Гольденова
Дача писателя Якова Михайловича Гольденова — утраченная дача в Сестрорецке, памятник архитектуры. Находится на улице Максима Горького (бывшая улица Авенариуса), дом № 20, рядом с переездом напротив автостанции.

## История
Дача построена после 1908 г. для писателя Я. М. Гольденова. Точная датировка неизвестна. Вероятный автор проекта — архитектор С. Г. Гингер.
В 1970 году это был дом отдыха «Сестрорецк». В 1974 году здесь находился отдел кадров дома отдыха. В июле 2009 года внутри здания произошел пожар, который серьезно повредил конструкции. Предположительно в первой половине 2011 года дачу снесли.
В 2012—2013 годах произведено воссоздание здания дачи.

## Галерея

Дача Я. М. Гольденова
Архивное изображение дачи
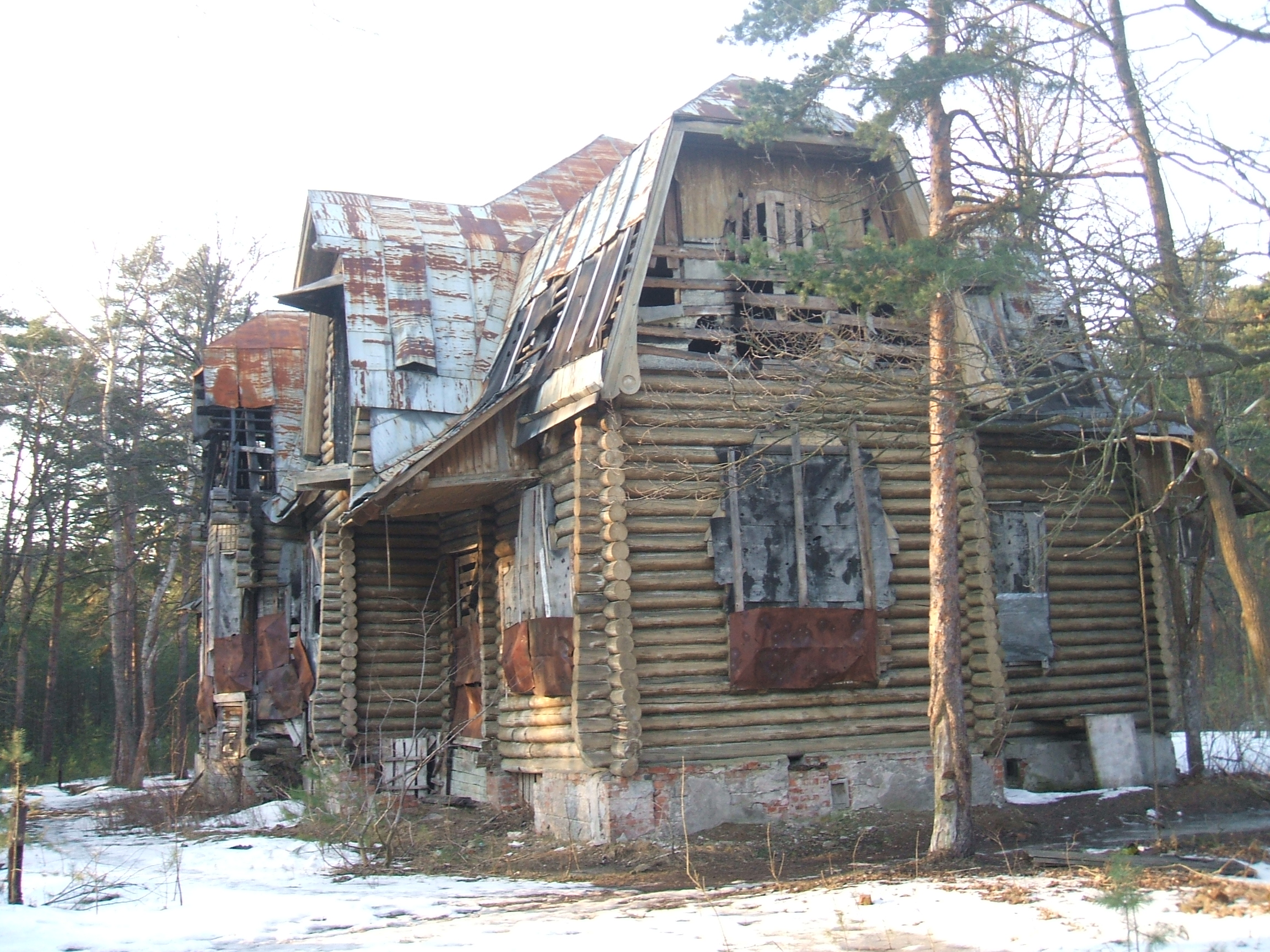
Южный фасад
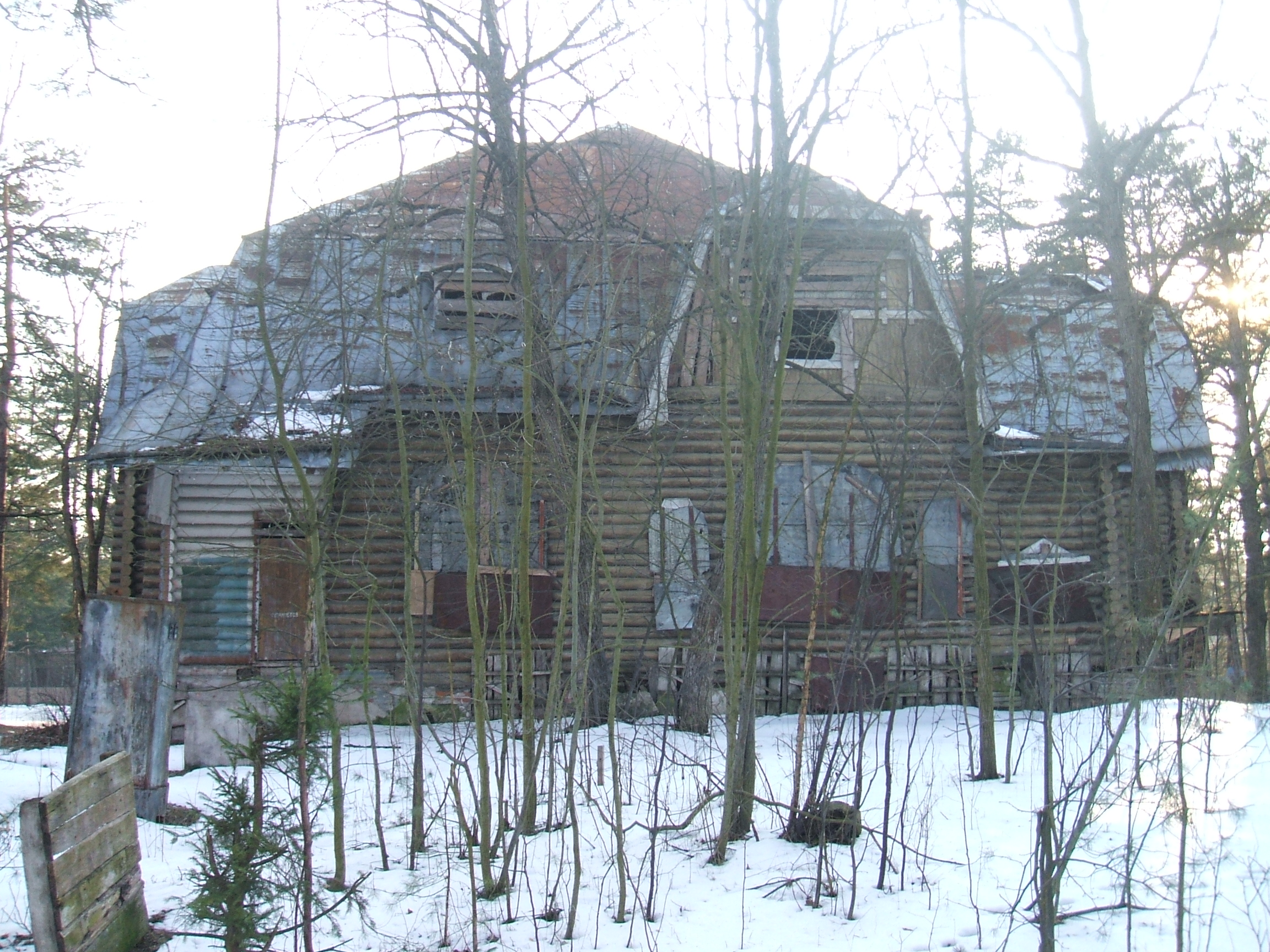
Восточный фасад
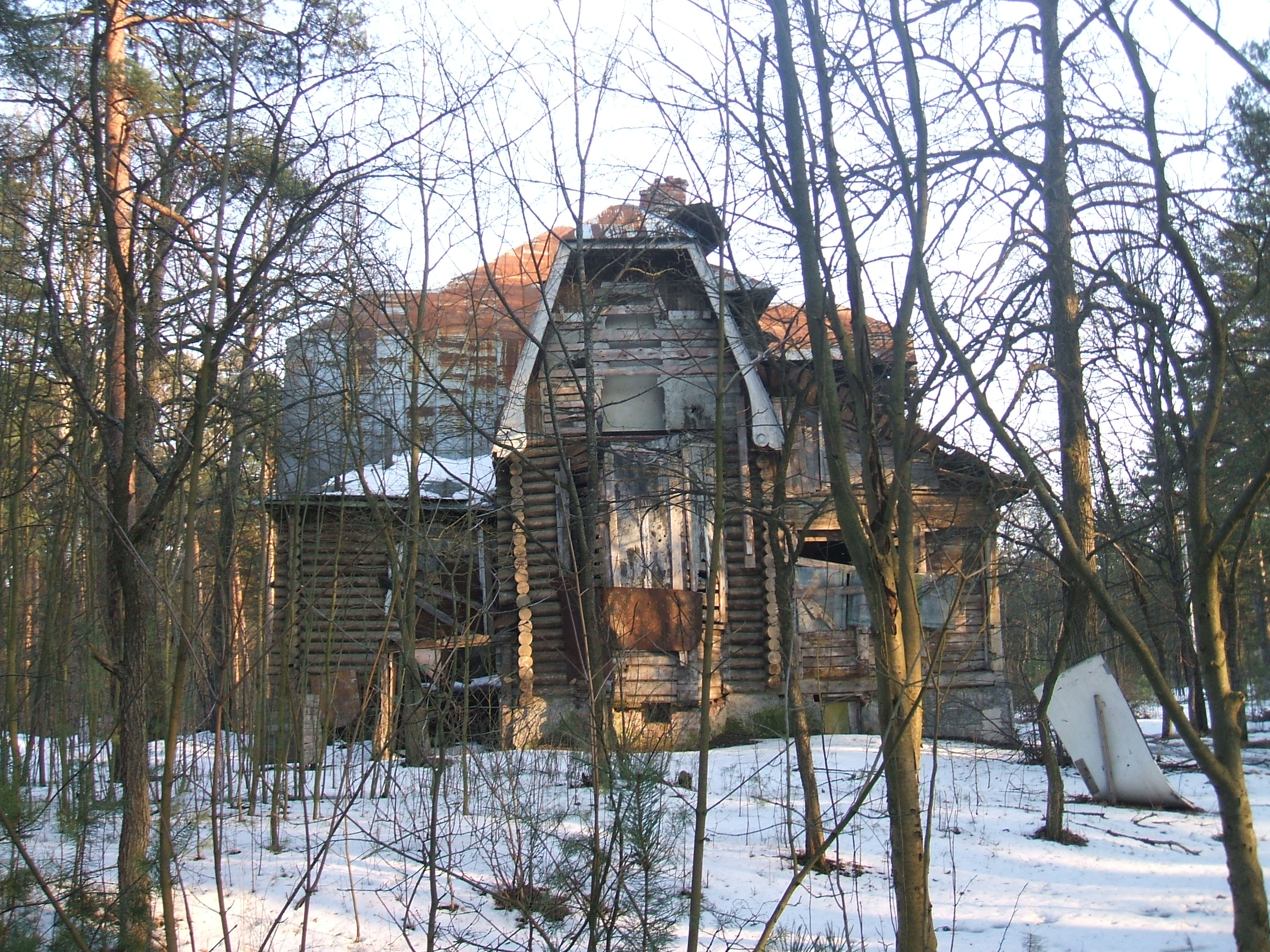
Северный фасад
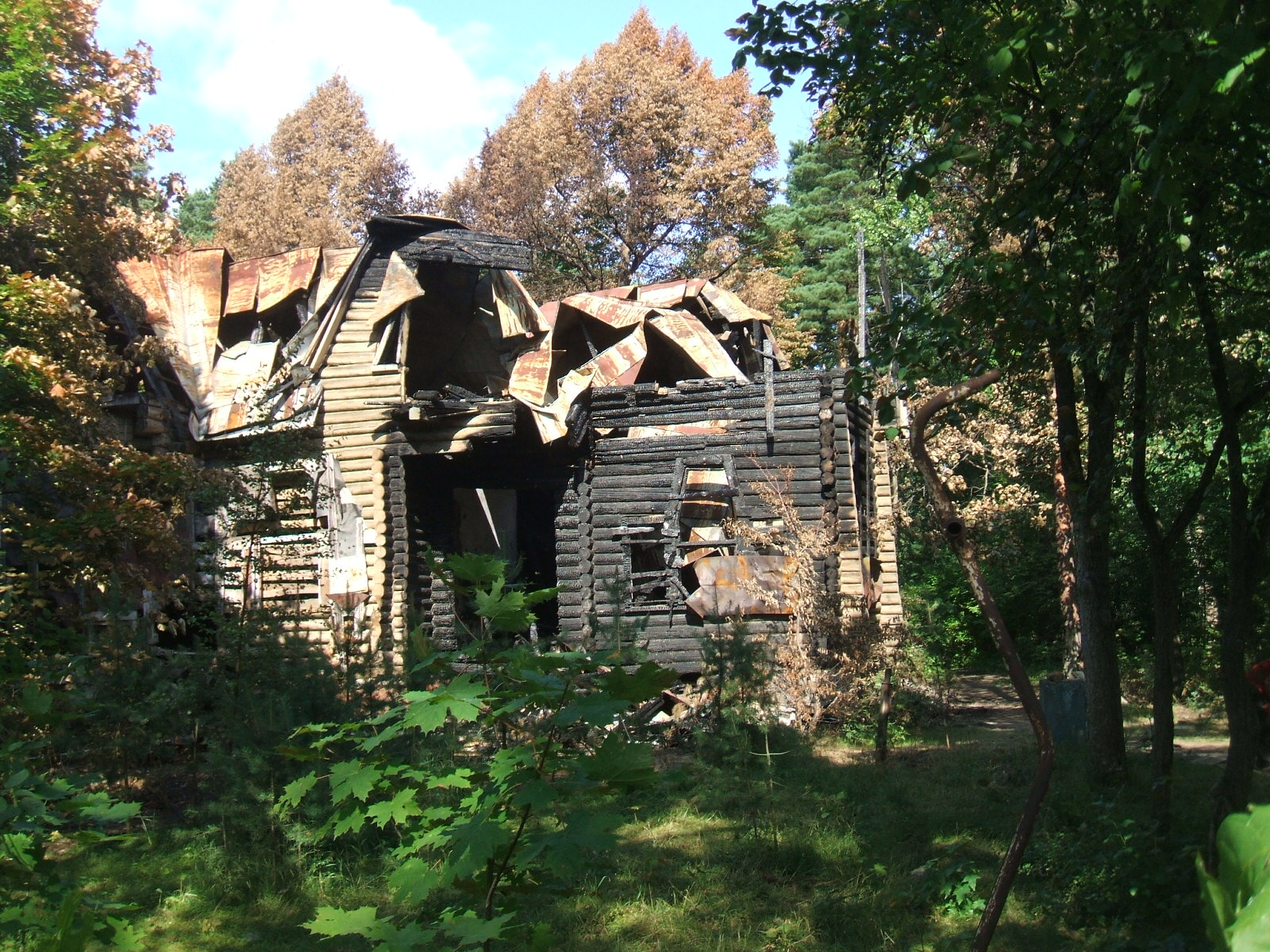
Пожар 31.07.2009
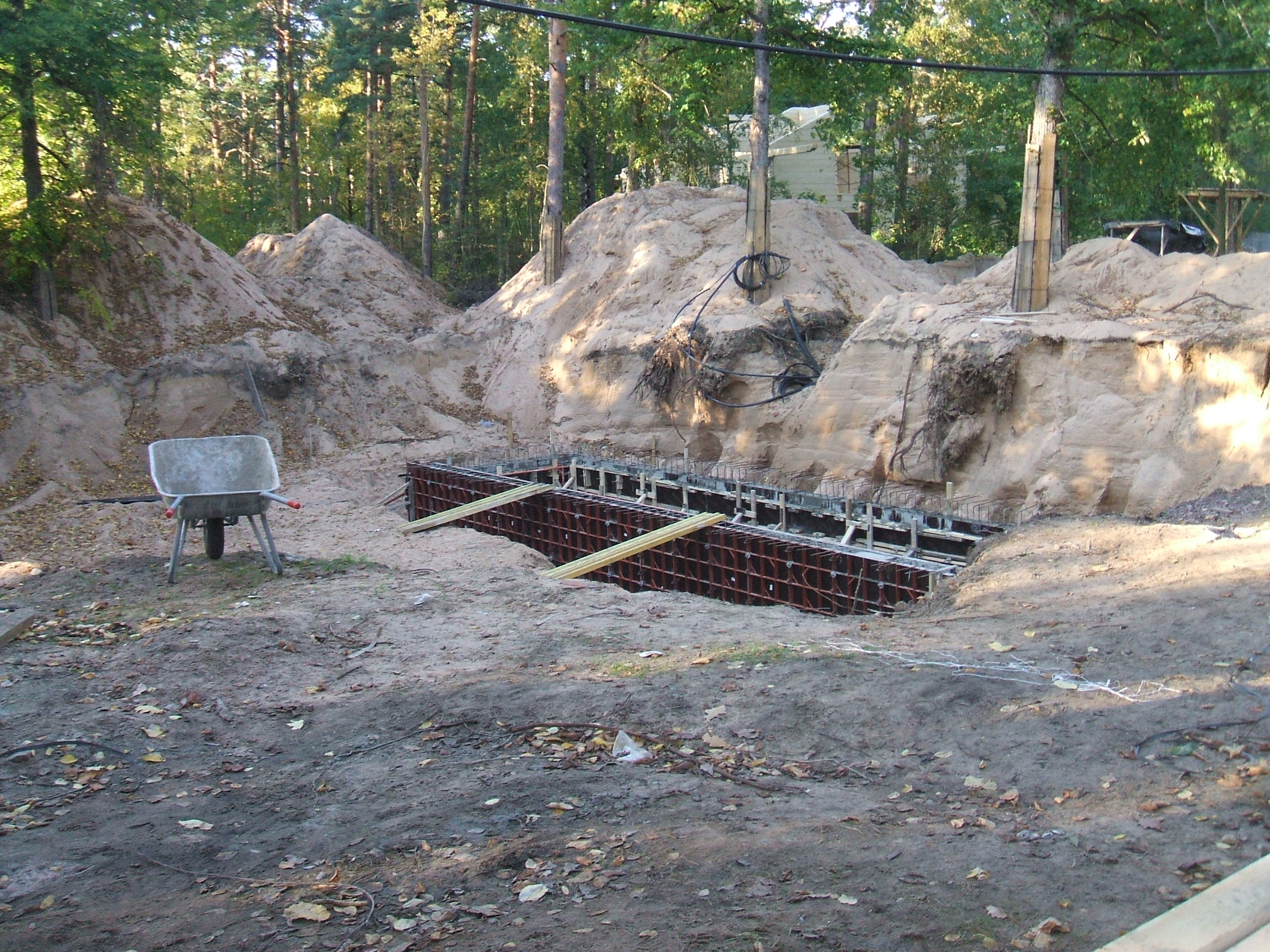
2011 год. Дом снесён. Начало нового строительства.
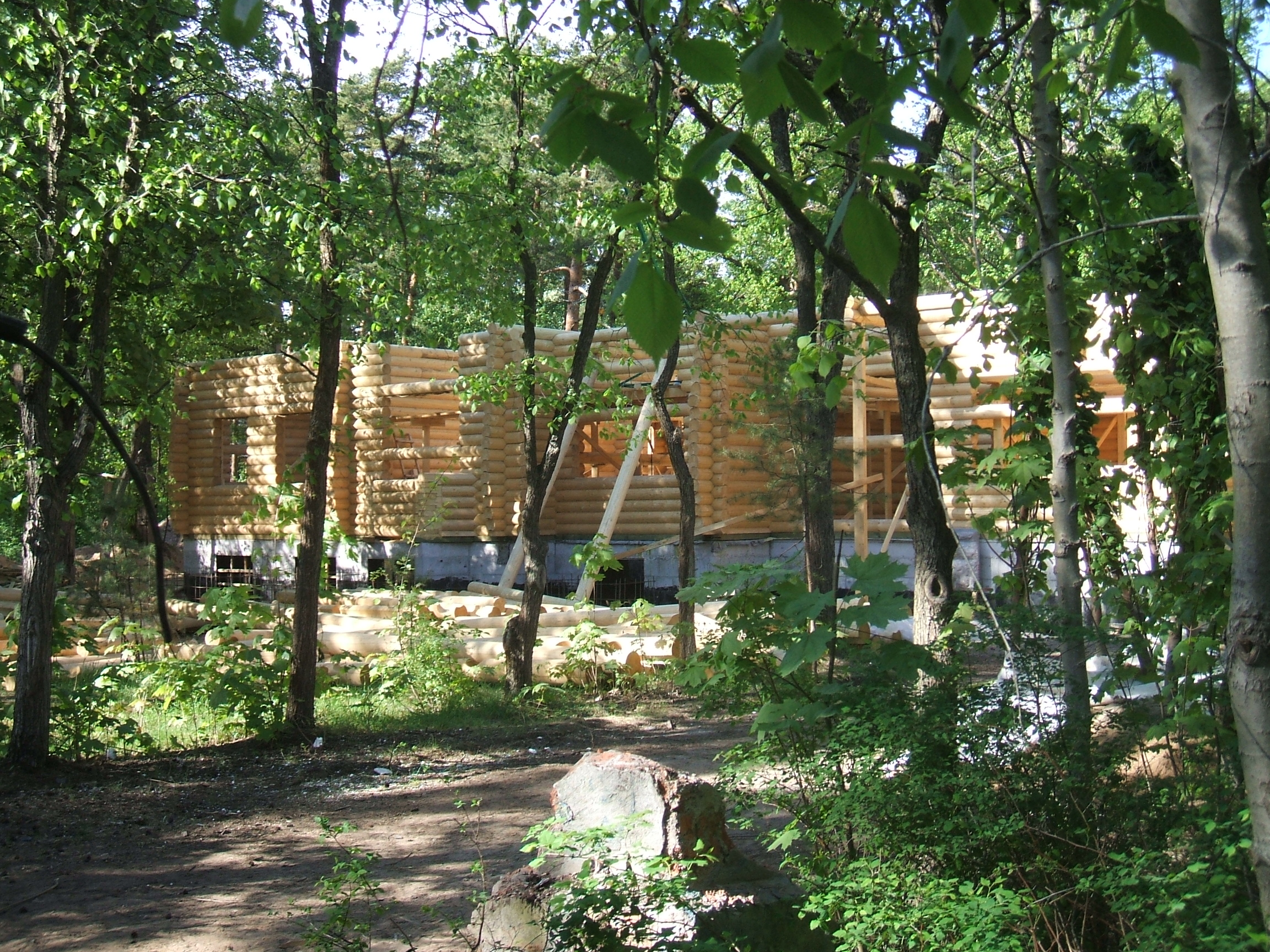
Восстановление дачи, 2012 год
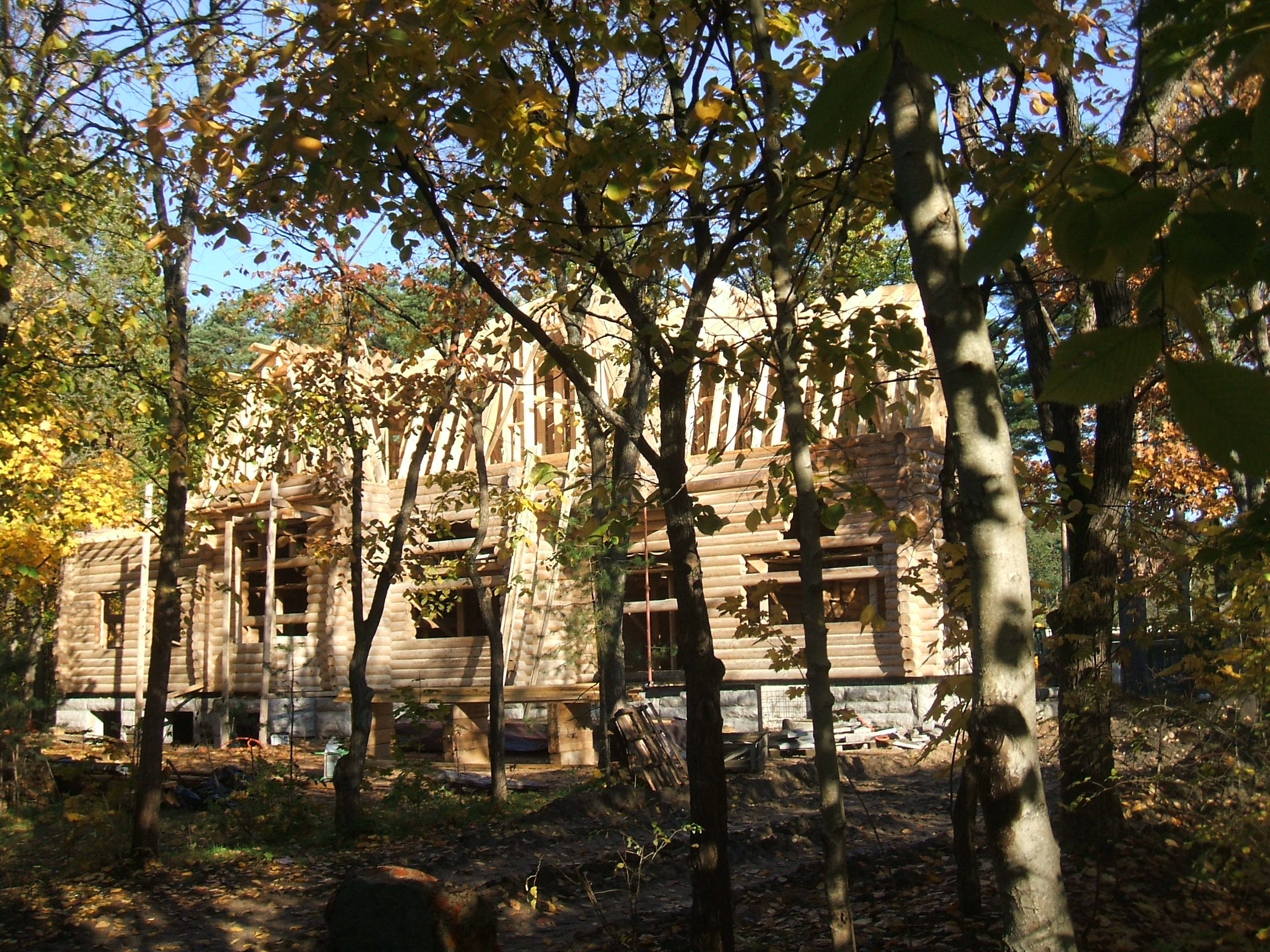
2012 год, осень
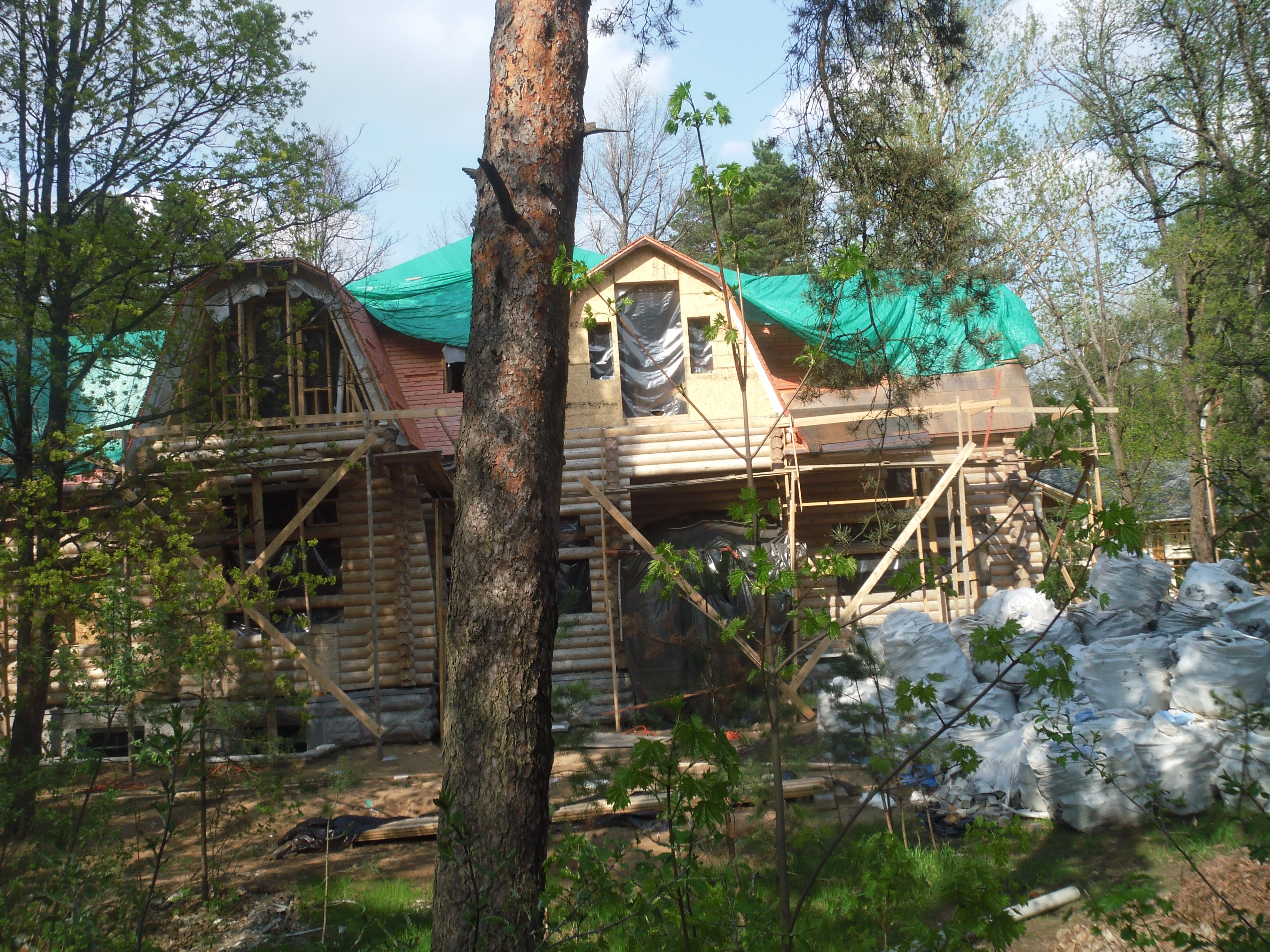
2013 год, май
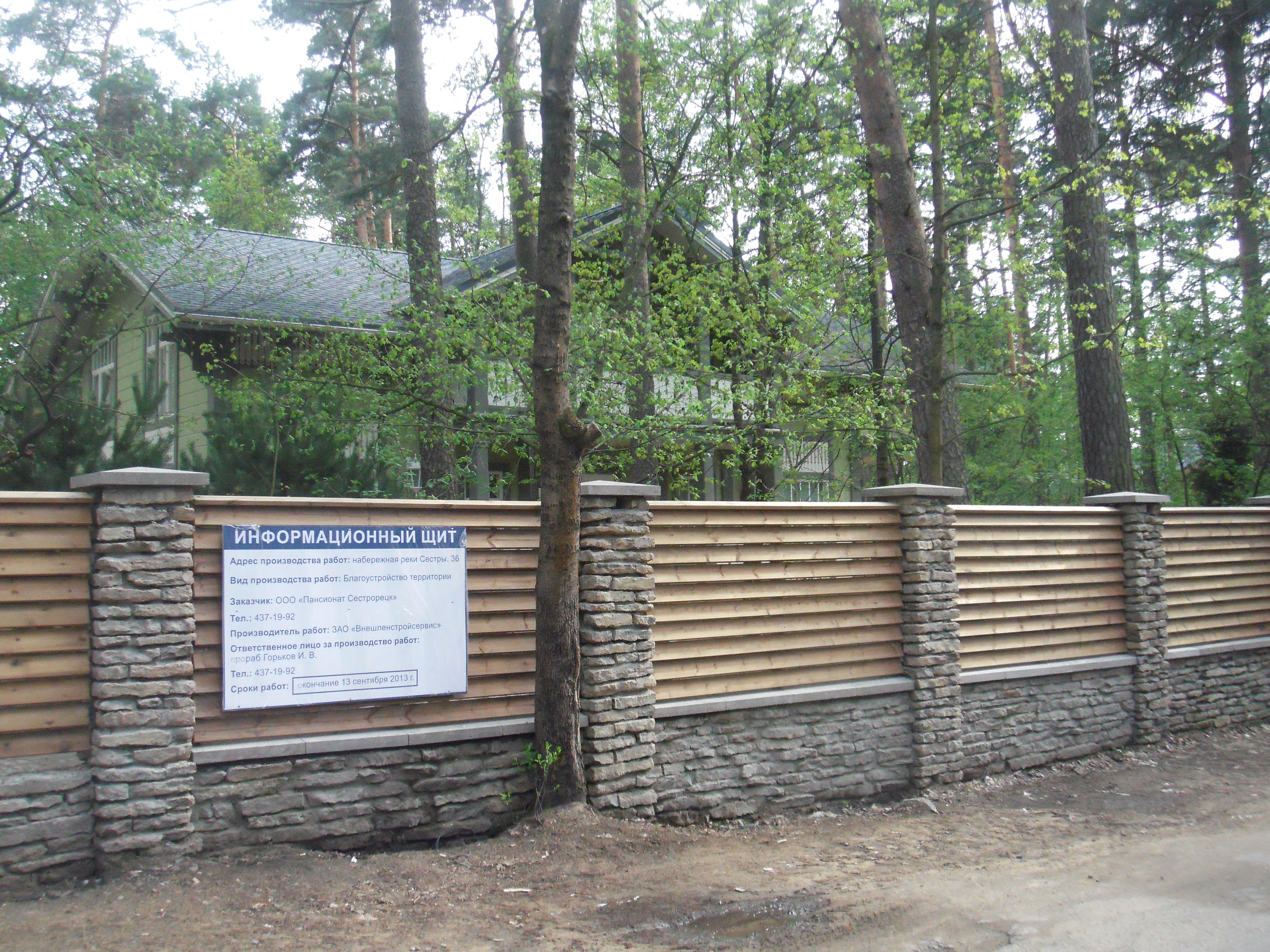
Прилегающая территория